# Health Connect
Health Connect ist ein Onlinedienst vom Unternehmen Google LLC. Mit Google Health Connect können Benutzer ihre Daten von verschiedenen Fitness-Trackern und Gesundheitsanwendungen auf einer zentralen Plattform speichern, verbinden und teilen. Zu Beginn werden 10 Plattformen wie zum Beispiel Google eigenes Google Fit, Samsung Health oder Fitbit unterstützt.
Health Connect ist derzeit nur in einigen Ländern verfügbar und erfordert, dass Benutzer ein Google-Konto haben. Google hat angekündigt, dass die Anwendung in Zukunft auf weitere Länder und Plattformen ausgeweitet werden soll.
Google gibt an, dass seine Plattform über 40 verschiedene Datentypen unterstützt, die in sechs Kategorien (öffnet in neuem Tab) dargestellt werden: Aktivität, Körpermessung, Zyklusverfolgung, Ernährung, Schlaf und Vitalparameter. Mit diesen kann man überprüfen, wie viel konsistenten Schlaf man bekommt und sogar die Grundstoffwechselrate, basierend auf den eingegebenen Informationen.
Derzeit (Anfang 2023) befindet sich die Plattform in der Betaphase.